# 前田悠伍
前田 悠伍（まえだ ゆうご、2005年8月4日 - ）は、滋賀県長浜市出身のプロ野球選手（投手）。左投左打。福岡ソフトバンクホークス所属。

## 経歴

### プロ入り前
長浜市立古保利小学校2年生の時に高月野球スポーツ少年団で野球を始め、6年時にはオリックス・バファローズジュニアでプレーした。長浜市立高月中学校在学時は硬式野球のクラブチームである湖北ボーイズでプレーし、1年時にはカル・リプケンU12世界少年野球選手権の日本代表に選出され、優勝した。
同じ滋賀県出身の横川凱に憧れて大阪桐蔭高等学校に進学し、1年秋からベンチ入り。1学年上の松尾汐恩とバッテリーを組んで先発、救援をこなし、明治神宮野球大会での優勝に貢献した。2年春の第94回選抜高等学校野球大会では2試合に登板。近江との決勝に先発して7回1失点、11奪三振と好投し、優勝に貢献した。選抜大会決勝で2年生投手が2桁奪三振を記録して勝利するのは史上初であった。春夏連覇を目指して同年夏の第104回全国高等学校野球選手権大会にも出場。下関国際との準々決勝で救援登板するも、1点リードの9回に2失点し、逆転負けを喫した。同年秋から背番号1を背負って主将を務め、神宮大会で史上初となる連覇を成し遂げた。3年春の第95回記念選抜高等学校野球大会では東海大菅生との準々決勝で1失点完投勝利。報徳学園との準決勝では1点リードの7回途中から救援登板するも3失点し、逆転負けを喫した。同年夏は大阪大会決勝で履正社に敗れた。その後、WBSC U-18ワールドカップの日本代表に選出され、台湾との決勝で1失点完投勝利して優勝した。
2023年9月19日にプロ志望届を提出した。

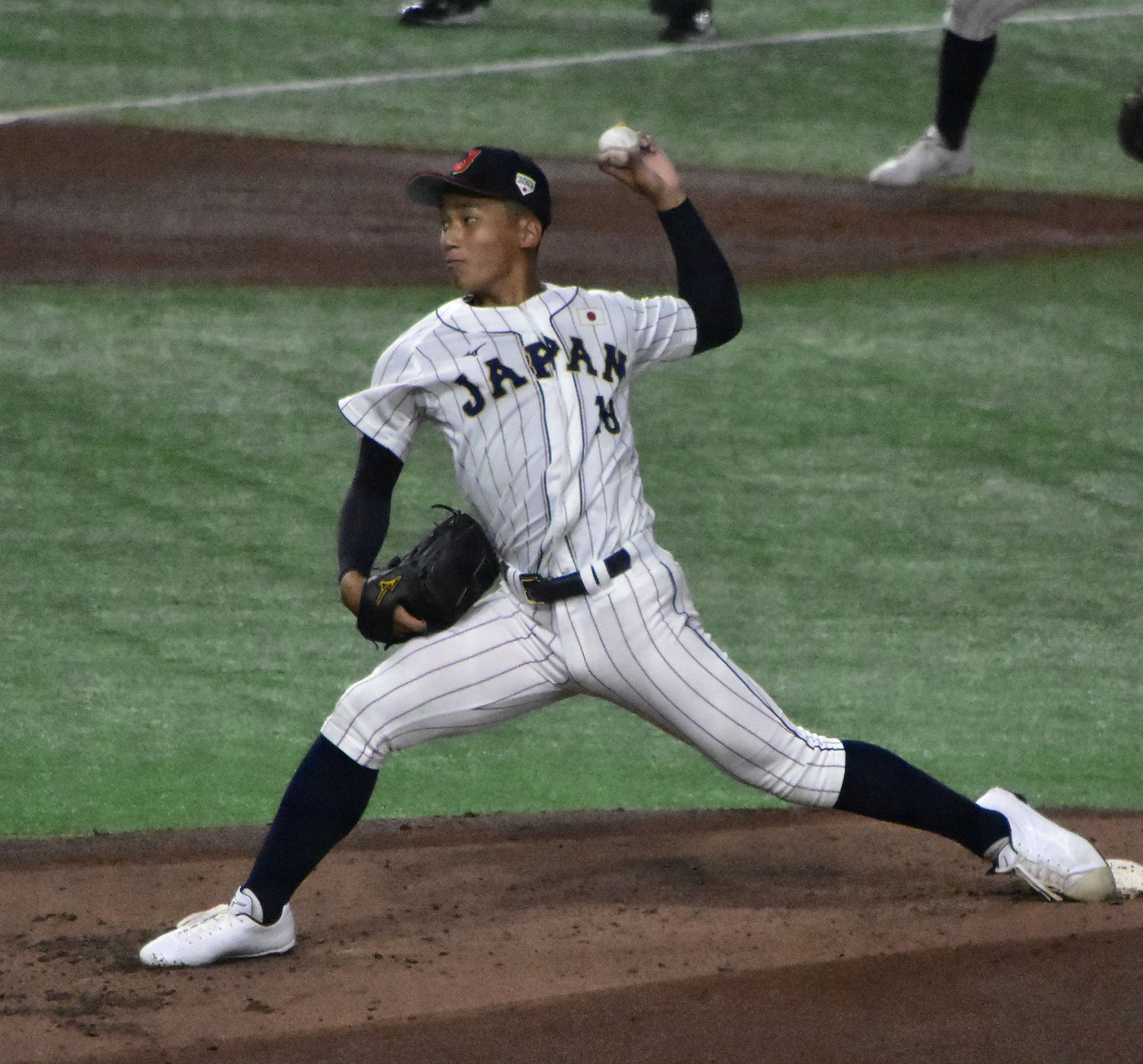
大学選抜との試合で
（2023年8月28日 東京ドーム）

10月26日のドラフト会議では、いわゆる「外れ1位」ながら、北海道日本ハムファイターズ、東北楽天ゴールデンイーグルス、福岡ソフトバンクホークスの3球団から指名を受け、抽選の結果ソフトバンクが交渉権を獲得した。11月29日に大阪市内で入団交渉し、契約金1億円、年俸1000万円（金額はいずれも推定）で仮契約を結び、12月4日、福岡市内で入団発表会見が行われた。背番号は千賀滉大が使用していた41となった。担当スカウトは稲嶺誉。

### ソフトバンク時代
2024年4月20日、ウエスタン・リーグ広島東洋カープ戦（タマスタ筑後）に7回から2番手で救援登板し、プロ入り後初となる実戦登板、公式戦デビューを果たした。1回を投げ2安打2失点、1三振の内容であった。6月6日のウエスタン・リーグ中日ドラゴンズ戦（みずほPayPayドーム福岡）では、二軍戦ではあるものの、チームの本拠地で初登板し、6回を3安打無失点に抑えた。2軍では12試合に登板、うち9試合先発で65イニングを投げ4勝1敗1セーブ、防御率1.94の成績を残し、1軍がリーグ優勝を決めた後の10月1日、対オリックス・バファローズ25回戦で1軍初登板初先発を果たす。初回こそ3者凡退としたものの、2回に先頭打者からの4連打を含む被安打5で4失点すると、3回にはセデーニョに2点本塁打を喫し、その後更に四死球などで招いた満塁のピンチは凌いだものの3回6失点で降板。しかしその後チームが6点差を逆転し勝利したため敗戦投手とはならなかった。
2025年、2軍戦で5勝2敗、防御率1・07、37イニング2／3を連続無失点を記録した。6月は3試合に先発し、2勝0敗、18イニングで防御率0・00、21奪三振を記録しスカパー！ファーム月間MVP賞を受賞した。7月13日の東北楽天ゴールデンイーグルス戦に先発し6回無失点で抑えプロ初勝利を挙げた。

## 投球スタイル
最速148 km/hのストレートにカーブ、スライダー、チェンジアップ、ツーシームを交える。

## 詳細情報

### 年度別投手成績
| 年 度     | 球 団        | 登 板 | 先 発 | 完 投 | 完 封 | 無 四 球 | 勝 利 | 敗 戦 | セ 丨 ブ | ホ 丨 ル ド | 勝 率 | 打 者 | 投 球 回 | 被 安 打 | 被 本 塁 打 | 与 四 球 | 敬 遠 | 与 死 球 | 奪 三 振 | 暴 投 | ボ 丨 ク | 失 点 | 自 責 点 | 防 御 率 | W H I P |
| --------- | ------------ | ----- | ----- | ----- | ----- | -------- | ----- | ----- | -------- | ----------- | ----- | ----- | -------- | -------- | ----------- | -------- | ----- | -------- | -------- | ----- | -------- | ----- | -------- | -------- | ------- |
| 2024      | ソフトバンク | 1     | 1     | 0     | 0     | 0        | 0     | 0     | 0        | 0           | ----  | 19    | 3.0      | 8        | 1           | 1        | 0     | 1        | 0        | 0     | 0        | 6     | 6        | 18.00    | 3.00    |
| 通算：1年 | 通算：1年    | 1     | 1     | 0     | 0     | 0        | 0     | 0     | 0        | 0           | ----  | 19    | 3.0      | 8        | 1           | 1        | 0     | 1        | 0        | 0     | 0        | 6     | 6        | 18.00    | 3.00    |

- 2024年度シーズン終了時

### 年度別守備成績
| 年 度 | 球 団        | 投手  | 投手  | 投手  | 投手  | 投手  | 投手     |
| 年 度 | 球 団        | 試 合 | 刺 殺 | 補 殺 | 失 策 | 併 殺 | 守 備 率 |
| ----- | ------------ | ----- | ----- | ----- | ----- | ----- | -------- |
| 2024  | ソフトバンク | 1     | 0     | 1     | 0     | 0     | 1.000    |
| 通算  | 通算         | 1     | 0     | 1     | 0     | 0     | 1.000    |

- 2024年度シーズン終了時

### 記録
初記録
- 初登板・初先発：2024年10月1日、対オリックス・バファローズ25回戦（みずほPayPayドーム福岡）、3回6失点で勝敗つかず
- 初勝利・初先発勝利：2025年7月13日、対東北楽天ゴールデンイーグルス14回戦（楽天モバイルパーク宮城）、6回無失点
- 初奪三振：同上、4回裏にオスカー・ゴンザレスから空振り三振

### 背番号
- 41（2024年 - ）

### 代表歴
- 2023 WBSC U-18ワールドカップ 日本代表